# Léon Lindet
Pour les articles homonymes, voir Lindet.
Gaston Aimé Léon Lindet, né le 10 avril 1857 à Paris et mort le 15 juin 1929 à Gaillon dans l'Eure, est un chimiste français qui a réalisé des travaux dans le domaine de l'industrie agroalimentaire.

## Biographie
Il a été professeur à l'institut national agronomique pendant une quarantaine d'années,, et membre de l'académie des sciences (élu en 1920 - section d'économie rurale).
Il préside la société d'encouragement pour l'industrie nationale de 1913 à 1920 juste après Louis-Émile Bertin, ainsi que l'association française pour l'avancement des sciences en 1928.

### Famille
Il est le fils d'Amable Emma Girard, et de son époux Jean Louis Léon Lindet, notaire parisien domicilié à Clichy-sous-Bois. Une rue de cette commune porte le nom de sa mère : Allée de la Veuve Lindet-Girard. Sa famille a été le dernier propriétaire du château de Clichy-sous-Bois avant qu'il ne devienne l’hôtel de ville en 1930. Il était le neveu d'Aimé Girard, chimiste français dans le laboratoire duquel il a débuté.
Léon Lindet épouse en 1886 à Paris Thérèse Léonie Caroline Davioud, fille née en 1864 de Gabriel Davioud architecte. Thérèse Léonie Caroline Davioud était infirmière bénévole et est nommée chevalier de la Légion d'honneur en 1921.

## Hommages
- Commandeur de la Légion d'honneur le 12 février 1921, après avoir été nommé chevalier en 1897, puis promu officier en 1908[2].